# Gräddstrålskinn
Gräddstrålskinn (Phanerochaete sordida) är en svampart som först beskrevs av Petter Adolf Karsten, och fick sitt nu gällande namn av J. Erikss. & Ryvarden 1978. Gräddstrålskinn ingår i släktet Phanerochaete och familjen Phanerochaetaceae.  Arten är reproducerande i Sverige. Inga underarter finns listade i Catalogue of Life.